# Лаура Оже
Лаура Оже (фр. Laura Augé, 17 січня 1992) — французька синхронна плавчиня.
Учасниця Олімпійських Ігор 2016 року, де в змаганнях дуетів разом з Марго Кретьєн посіла 8-ме місце.